# 6932 Tanigawadake
A 6932 Tanigawadake (ideiglenes jelöléssel 1994 YK) a Naprendszer kisbolygóövében található aszteroida. Kobajasi Takao fedezte fel 1994. december 24-én.